# Les Galapiats
"Os Pequenos Vagabundos" (tít. orig."Les Galapiats" ou "Le Trésor du Château sans nom"  é uma série televisiva franco- belga-suíça-canadiana, constituída por oito episódios com uma duração de 26 minutos cada um, realizado por  Pierre Gaspard-Huit difundido em 1970 no segundo canal da  ORTF  e em Dezembro de 1969 na RTBF, na Bélgica.
Em Portugal foi diversas vezes transmitida na década de 1970, principalmente nos anos de 1971 e 1972, pela RTP (única televisão existente então) a preto e branco, sendo às vezes compilada em 2 compactos de 4 episódios, exibidos na rubrica «Tarde de Cinema», e também na primeira metade da década de 1980, já em cores, tendo sido uma série de culto para a juventude daquelas décadas.
Em 2004 em Portugal, a editora de vídeos Prisvídeo lançou a série inteira num DVD duplo.

## Sinopse
Numa colónia de férias das Ardenas belgas, encontram-se seis adolescentes de diferentes origens nacionais (França, Bélgica, Canadá,etc) e sociais que vão viver uma série de aventuras fantásticas. Jean-Loup, um jovem parisiense de família abastada, encontra o Cow-Boy e o seus amigos Byloke e Lustucru. Na região vão conhecer Franz, Christian para não esquecer a bonita canadiana Marion-de-Neiges. Juntos Os Pequenos Vagabundos vão partir à descoberta de um tesouro perdido e envolver-se numa série de acontecimentos misteriosos, em que participa um perigoso bando de malfeitores que haviam assaltado um banco em Londres e têm na sua posse uma menina, filha da principal testemunha que os reconhece como os ladrões e que ameaçam matar, caso ela os denuncie.
O termo galapiat significa vagabundo, daí a tradução portuguesa.

## Elenco
- Paul Anrieu :bombista
- Gaëtan Bloom : Byloke
- Thierry Bourdon : Patrick
- Louis Boxus : Brantson
- Paul Clairy : Le pique-niqueur
- André Daufel : M. Grantham
- Marc di Napoli : Cow-Boy
- Frédéric Latin : Pipper
- Robert Lussac : O professor Carteret
- Georges Lycan : Mac Donnel
- Raoul de Manez : M. Grantier
- Béatrice Marcillac : Marion
- Frédéric Nery : Franz
- Philippe Normand : Jean-Loup
- Robert Party : Reingold
- Etienne Samson : O capitão Evrard
- Francine Vendel : A senhora Grandier

## Lista de episódios
1. Le camp vert  (o campo verde)
2. Un grimoire et un énigme (Magia e Enigma)
3. Le trésor des Templiers (O tesouro dos Templários)
4. L'homme à la Land-Rover  (O homem do Land-Rover)
5. L'avion message (O avião mensageiro)
6. Le pot aux roses (O mistério)
7. La grande panique (Pânico máximo)
8. Le coup de filet  (A captura)

## Gravações
A série foi gravada na Bélgica e a cores (raro para a época, 1969), a série mostra vários lugares turísticos belgas. Os polícias não são figurantes, mas verdadeiros polícias que participam nas filmagens. Na cena final, um atirador de elite lança uma granada que fumiga a mais de 40 metros através de uma seteira ao castelo de Beersel, prova da sua grande capacidade.

## Lugares de filmagem
- a Abadia de Villers-la-Ville: le camp des Sangliers, as ruínas da igreja.
- o Castelo de Vêves em Celles: le Château sans nom, (castelo sem nome) tal como o castelo de  Beersel  para a cena final.
- As  Grutas de Remouchamps: as grutas e a ribeira  "Le Rubicon".
- Baraque Michel: a antiga torre geodésica, hoje desaparecida foi utilizada para lançar o avião teleguiado.
- Os Altos Fagnes: os pântanos onde se produz o enterramento por areia movediça da personagem Reingold.
- Stavelot: a cidade situada perto do campo verde.